# Trichosporon ovoides
Trichosporon ovoides Behrend – gatunek mikroskopijnych grzybów podstawkowych z rzędu Trichosporonales. Grzyb chorobotwórczy powodujący grzybicę włosów o nazwie piedra biała.

## Systematyka i nazewnictwo
Pozycja w klasyfikacji według Index Fungorum: Trichosporon, Trichosporonaceae, Trichosporonales, Incertae sedis, Tremellomycetes, Agaricomycotina, Basidiomycota, Fungi.
Po raz pierwszy opisał go Gustav Behrend w 1890 r. Jest jego neotyp Synonimy:
- Berkhoutia amycelicum Verona & Cif. 1939
- Geotrichum amycelicum Redaelli & Cif. 1935
- Oospora amycelicum Delitsch 1943

## Charakterystyka
Trichosporon ovoides jest najczęściej izolowanym patogenem powodującym grzybice włosów. Zaliczany jest do drożdży podstawkowych tworzących zarówno formę strzępkową, jak i drożdżową. Znany jest wyłącznie z bezpłciowej formy anamorficznej. Występuje jako naturalna część mikrobioty skóry ludzi i innych zwierząt, czasami jednak przechodzi w formę strzępkową, która powoduje grzybicę włosów.
Kolonie Trichosporon ovoides na agarze Sabouraud z dekstrozą w temperaturze 25 °C są białe, suche i mączyste z nieregularnymi fałdami. Po 7 dniach rozwoju osiągają średnicę 10–13 mm. Na mące kukurydzianej po 72 godzinach inkubacji w temperaturze 25 °C wytwarza prawdziwe strzępki, które rozpadają się na prostokątne artrokonidia o wymiarach około 3-5 × 4-16 µm. Tworzą się appressoria.
T. ovoides jest ureazo-dodatni przy wzroście na podłożu zawierającym cykloheksymid, ma zmienny wzrost w temperaturze 37 °C i nie rośnie w temperaturze 42 °C. Gatunek ten jest najczęściej związany z piedrą białą, ale został również wyizolowany z ran i płynu mózgowo-rdzeniowego. T. ovoides można odróżnić od Trichosporon asahii po tym, że tworzy appressoria, a od Trichosporon inkin po obecności strefy brzeżnej, pozytywnym wzroście na cykloheksymidzie i tym, że nie tworzy artrokonidiów. Źródło zakażenia jest również ważne w odróżnianiu gatunków: u chorych na piedrę białą T. ovoides jest izolowany głównie z włosów głowy, a T. inkin głównie z włosów pachwinowych.